# فراگونارد ۸۲۳۵
سیارک ۸۲۳۵ (به انگلیسی: 8235 Fragonard، نامگذاری:2096P-L) هشت هزار و دویست و سی و پنجمین سیارک کشف شده‌است که در ۲۴ سپتامبر ۱۹۶۰ کشف شد.
قدر مطلق سیارک برابر ۱۴٫۷۰ است.